# Jimi Hendrix/Diskografie
Diese Diskografie ist eine Übersicht über die musikalischen Werke des US-amerikanischen Gitarristen, Komponisten und Sängers Jimi Hendrix. Den Schallplattenauszeichnungen zufolge hat er bisher mehr als 29,9 Millionen Tonträger verkauft. Seine erfolgreichste Veröffentlichung ist das Studioalbum Are You Experienced mit über 5,1 Millionen verkauften Einheiten.

## Problematik
Eine vollständige Diskografie von Jimi Hendrix zu erstellen, gestaltet sich schwierig, da es eine große Zahl mitgeschnittener Jamsessions gibt, deren Authentizität nicht immer erwiesen ist. Außerdem gibt es verschiedene Aufnahmen von Hendrix als Begleitmusiker vor seiner Solokarriere. Insgesamt sollen nach Hendrix’ Tod noch mehr als einhundert Aufnahmen veröffentlicht worden sein.
Ab Mitte der 1990er Jahre wurde das Material unter Autorisierung der Hendrix-Familie, die inzwischen die Rechte am Nachlass von Jimi Hendrix innehatte, für die Veröffentlichung auf CD neu gemastert und zusammengestellt. Insbesondere das Album First Rays of the New Rising Sun soll de facto das vierte Studioalbum darstellen, so wie es Hendrix selbst möglicherweise herausgebracht haben könnte. Das Album beinhaltet durchweg Material der Alben The Cry of Love und Rainbow Bridge. Alle zuvor postum erschienenen Alben wurden stattdessen aus dem Katalog gelöscht.

## Alben

### Studioalben
| Jahr                                    | Titel                                                                                    | Höchstplatzierung, Gesamtwochen, AuszeichnungChartplatzierungen (Jahr, Titel, Platzierungen, Wochen, Auszeichnungen, Anmerkungen) | Höchstplatzierung, Gesamtwochen, AuszeichnungChartplatzierungen (Jahr, Titel, Platzierungen, Wochen, Auszeichnungen, Anmerkungen) | Höchstplatzierung, Gesamtwochen, AuszeichnungChartplatzierungen (Jahr, Titel, Platzierungen, Wochen, Auszeichnungen, Anmerkungen) | Höchstplatzierung, Gesamtwochen, AuszeichnungChartplatzierungen (Jahr, Titel, Platzierungen, Wochen, Auszeichnungen, Anmerkungen) | Höchstplatzierung, Gesamtwochen, AuszeichnungChartplatzierungen (Jahr, Titel, Platzierungen, Wochen, Auszeichnungen, Anmerkungen) | Anmerkungen                                                                                                 |
| Jahr                                    | Titel                                                                                    | DE | AT | CH | UK | US | Anmerkungen                                                                                                 |
| --------------------------------------- | ---------------------------------------------------------------------------------------- | --- | --- | --- | --- | --- | --- |
| The Jimi Hendrix Experience             |                                                                                          | | | | | | |
|                                         |                                                                                          | | | | | | |
| 1967                                    | Are You Experienced a                                                                    | DE17 (8 Wo.)DE | — | — | UK2 Gold · (33 Wo.)UK | US5 ×5Fünffachplatin · (106 Wo.)US                                                                                                | Erstveröffentlichung: 12. Mai 1967 Verkäufe: + 5.132.500                                                    |
| 1967                                    | Axis: Bold as Love b                                                                     | DE21 (4 Wo.)DE | — | — | UK5 Gold · (16 Wo.)UK | US3 Platin · (55 Wo.)US | Erstveröffentlichung: 1. Dezember 1967 Verkäufe: + 1.100.000                                                |
| 1968                                    | Electric Ladyland c                                                                      | DE12 (25 Wo.)DE | AT54 (1 Wo.)AT | CH43 (1 Wo.)CH | UK6 Gold · (17 Wo.)UK | US1 ×2Doppelplatin · (40 Wo.)US                                                                                                   | Erstveröffentlichung: 16. Oktober 1968 Verkäufe: + 2.207.500; Doppel-LP; Charteinstieg AT/CH: 2018          |
| Jimi Hendrix plays, Curtis Knight sings |                                                                                          | | | | | | |
|                                         |                                                                                          | | | | | | |
| 1967                                    | Get That Feeling                                                                         | — | — | — | UK39 (2 Wo.)UK | US75 (12 Wo.)US | Erstveröffentlichung: 1967 mit Curtis Knight                                                                |
| 1968                                    | Flashing auch bekannt als: Strange Things auch bekannt als: Jimi Hendrix & Curtis Knight | — | — | — | — | — | Erstveröffentlichung: 1968 mit Curtis Knight, teils unterschiedliche Titellisten in den einzelnen Versionen |
| Posthume Veröffentlichungen             |                                                                                          | | | | | | |
|                                         |                                                                                          | | | | | | |
| 1971                                    | The Cry of Love d                                                                        | DE15 (12 Wo.)DE | — | — | UK2 (14 Wo.)UK | US3 Platin · (40 Wo.)US | Erstveröffentlichung: 5. März 1971 Verkäufe: + 1.000.000                                                    |
| 1972                                    | War Heroes d                                                                             | — | — | — | UK23 (3 Wo.)UK | US48 (18 Wo.)US | Erstveröffentlichung: 1. Oktober 1972                                                                       |
| 1973                                    | Loose Ends d                                                                             | — | — | — | — | — | Erstveröffentlichung: 1973                                                                                  |

grau schraffiert: keine Chartdaten aus diesem Jahr verfügbar

### Livealben
| Jahr | Titel                                                                | Höchstplatzierung, Gesamtwochen, AuszeichnungChartplatzierungen (Jahr, Titel, Platzierungen, Wochen, Auszeichnungen, Anmerkungen) | Höchstplatzierung, Gesamtwochen, AuszeichnungChartplatzierungen (Jahr, Titel, Platzierungen, Wochen, Auszeichnungen, Anmerkungen) | Höchstplatzierung, Gesamtwochen, AuszeichnungChartplatzierungen (Jahr, Titel, Platzierungen, Wochen, Auszeichnungen, Anmerkungen) | Höchstplatzierung, Gesamtwochen, AuszeichnungChartplatzierungen (Jahr, Titel, Platzierungen, Wochen, Auszeichnungen, Anmerkungen) | Höchstplatzierung, Gesamtwochen, AuszeichnungChartplatzierungen (Jahr, Titel, Platzierungen, Wochen, Auszeichnungen, Anmerkungen) | Anmerkungen                                                                              |
| Jahr | Titel                                                                | DE | AT | CH | UK | US | Anmerkungen                                                                              |
| ---- | -------------------------------------------------------------------- | --- | --- | --- | --- | --- | ---------------------------------------------------------------------------------------- |
| 1970 | Band of Gypsys e                                                     | DE15 (24 Wo.)DE | — | — | UK6 (22 Wo.)UK | US5 ×2Doppelplatin · (61 Wo.)US                                                                                                   | Erstveröffentlichung: 25. März 1970 Verkäufe: + 2.000.000; mit Band of Gypsys            |
| 1970 | At the Monterey International Pop Festival                           | DE9 (5 Wo.)DE | — | — | — | US16 Gold · (20 Wo.)US | Erstveröffentlichung: 26. August 1970 Verkäufe: + 500.000; Splitalbum mit Otis Redding   |
| 1971 | Experience                                                           | DE46 (4 Wo.)DE | — | — | UK9 (6 Wo.)UK | — | Erstveröffentlichung: August 1971                                                        |
| 1971 | Jimi Hendrix at the Isle of Wight                                    | — | — | — | UK17 (2 Wo.)UK | — | Erstveröffentlichung: 1971 Konzertmitschnitt                                             |
| 1972 | Hendrix in the West                                                  | DE48 (4 Wo.)DE | — | — | UK7 (14 Wo.)UK | US12 Gold · (21 Wo.)US | Erstveröffentlichung: Januar 1972 Verkäufe: + 500.000                                    |
| 1982 | The Jimi Hendrix Concerts                                            | — | — | — | UK16 (11 Wo.)UK | US79 (8 Wo.)US | Erstveröffentlichung: 1982                                                               |
| 1986 | Jimi Plays Monterey f                                                | — | — | — | — | US192 (3 Wo.)US | Erstveröffentlichung: Januar 1972 Verkäufe: + 7.500                                      |
| 1988 | Radio One                                                            | — | — | — | UK30 Gold · (6 Wo.)UK | US119 (17 Wo.)US | Erstveröffentlichung: 1988 Verkäufe: + 100.000                                           |
| 1998 | BBC Sessions                                                         | — | — | — | UK42 Silber · (4 Wo.)UK | US50 Gold · (9 Wo.)US | Erstveröffentlichung: 1998 Verkäufe: + 560.000                                           |
| 1999 | Live at Woodstock                                                    | — | — | — | UK76 (1 Wo.)UK | US90 Gold · (3 Wo.)US | Erstveröffentlichung: 1998 Verkäufe: + 500.000; aufgenommen beim Woodstock-Festival 1969 |
| 1999 | Live at Fillmore East                                                | — | — | — | UK87 (1 Wo.)UK | — | Erstveröffentlichung: 1998                                                               |
| 2002 | Blue Wild Angel – Jimi Hendrix at the Isle of Wight                  | — | — | — | — | US200 (1 Wo.)US | Erstveröffentlichung: 18. November 2002                                                  |
| 2003 | Live at Berkeley – Second Set                                        | — | — | — | — | US191 (1 Wo.)US | Erstveröffentlichung: 2003                                                               |
| 2013 | Miami Pop Festival                                                   | — | — | — | — | US39 (2 Wo.)US | Erstveröffentlichung: 1. November 2013                                                   |
| 2015 | Freedom – Atlanta Pop Festival                                       | — | — | — | UK87 (1 Wo.)UK | US63 (3 Wo.)US | Erstveröffentlichung: 28. August 2015                                                    |
| 2020 | Live in Maui                                                         | DE44 (2 Wo.)DE | — | CH38 (1 Wo.)CH | — | US155 (1 Wo.)US | Erstveröffentlichung: 20. November 2020                                                  |
| 2021 | Paris 67                                                             | — | — | — | — | US117 (1 Wo.)US | Erstveröffentlichung: 26. November 2021                                                  |
| 2022 | Los Angeles Forum – April 26, 1969                                   | DE40 (1 Wo.)DE | AT41 (1 Wo.)AT | CH19 (1 Wo.)CH | UK88 (1 Wo.)UK | US164 (1 Wo.)US | Erstveröffentlichung: 18. November 2022                                                  |
| 2023 | Jimi Hendrix Experience: Live at the Hollywood Bowl: August 18, 1967 | DE56 (1 Wo.)DE | AT24 (1 Wo.)AT | CH95 (1 Wo.)CH | — | — | Erstveröffentlichung: 10. November 2023                                                  |

grau schraffiert: keine Chartdaten aus diesem Jahr verfügbar
Die folgenden Livealben erschienen, autorisiert von den Hendrix-Erben, beim Label daggerrecords.com:
- 1998: Live at the Oakland Coliseum
- 1999: Live at Clark University
- 2000: Morning Symphony Ideas
- 2001: Live in Ottawa
- 2002: The Baggy’s Rehearsal Sessions
- 2003: Paris 1967/San Francisco 1968
- 2004: Hear My Music
- 2005: Live at the Isle of Fehmarn
- 2006: Burning Desire
- 2013: Live in Cologne Jan. 1969

### Kompilationen
| Jahr | Titel                                                 | Höchstplatzierung, Gesamtwochen, AuszeichnungChartplatzierungen (Jahr, Titel, Platzierungen, Wochen, Auszeichnungen, Anmerkungen) | Höchstplatzierung, Gesamtwochen, AuszeichnungChartplatzierungen (Jahr, Titel, Platzierungen, Wochen, Auszeichnungen, Anmerkungen) | Höchstplatzierung, Gesamtwochen, AuszeichnungChartplatzierungen (Jahr, Titel, Platzierungen, Wochen, Auszeichnungen, Anmerkungen) | Höchstplatzierung, Gesamtwochen, AuszeichnungChartplatzierungen (Jahr, Titel, Platzierungen, Wochen, Auszeichnungen, Anmerkungen) | Höchstplatzierung, Gesamtwochen, AuszeichnungChartplatzierungen (Jahr, Titel, Platzierungen, Wochen, Auszeichnungen, Anmerkungen) | Anmerkungen                                                                              |
| Jahr | Titel                                                 | DE | AT | CH | UK | US | Anmerkungen                                                                              |
| ---- | ----------------------------------------------------- | --- | --- | --- | --- | --- | ---------------------------------------------------------------------------------------- |
| 1968 | Smash Hits g                                          | DE19 (12 Wo.)DE | — | — | UK4 Silber · (25 Wo.)UK | US6 ×2Doppelplatin · (36 Wo.)US                                                                                                   | Erstveröffentlichung: 16. April 1969 Verkäufe: + 2.060.000                               |
| 1971 | Two Great Experiences Together!                       | — | — | — | — | US127 (4 Wo.)US | Erstveröffentlichung: 1971 mit Lonnie Youngblood                                         |
| 1972 | Rare Hendrix                                          | — | — | — | — | US82 (11 Wo.)US | Erstveröffentlichung: 1972                                                               |
| 1973 | Jimi Hendrix                                          | — | — | — | UK35 (4 Wo.)UK | — | Erstveröffentlichung: 1973                                                               |
| 1979 | The Essential Jimi Hendrix Vol.II                     | — | — | — | — | US156 (7 Wo.)US | Erstveröffentlichung: 1979                                                               |
| 1983 | The Singles Album                                     | — | — | — | UK77 (4 Wo.)UK | — | Erstveröffentlichung: 1983                                                               |
| 1984 | Kiss The Sky                                          | — | — | — | — | US148 (5 Wo.)US | Erstveröffentlichung: Oktober 1984                                                       |
| 1990 | Cornerstones 1967–1970                                | — | — | — | UK5 Gold · (16 Wo.)UK | — | Erstveröffentlichung: 22. Oktober 1990 Verkäufe: + 235.000                               |
| 1992 | The Ultimate Experience                               | DE61 (9 Wo.)DE | — | — | UK25 Gold · (31 Wo.)UK | US72 ×3Dreifachplatin · (77 Wo.)US                                                                                                | Erstveröffentlichung: 1992 Verkäufe: + 3.725.000; Charteinstieg US: 1993                 |
| 1994 | Blues                                                 | DE60 (9 Wo.)DE | — | CH14 (9 Wo.)CH | UK10 (3 Wo.)UK | US45 Platin · (18 Wo.)US | Erstveröffentlichung: 1994 Verkäufe: + 1.092.500                                         |
| 1997 | Experience Hendrix – The Best of Jimi Hendrix         | DE49 (7 Wo.)DE | AT9 (6 Wo.)AT | CH92 (2 Wo.)CH | UK10 Gold · (36 Wo.)UK | US133 ×2Doppelplatin · (52 Wo.)US                                                                                                 | Erstveröffentlichung: 1997 Verkäufe: + 2.240.000; Charteinstieg US: 1998; DE/AT/CH: 2000 |
| 1997 | First Rays of the New Rising Sun                      | — | — | — | UK37 (3 Wo.)UK | US49 (13 Wo.)US | Erstveröffentlichung: 1997 enthält Titel von The Cry of Love und Rainbow Bridge          |
| 2001 | Voodoo Child – The Jimi Hendrix Collection            | — | — | — | UK10 Gold · (13 Wo.)UK | US112 Gold · (4 Wo.)US | Erstveröffentlichung: 2001 Verkäufe: + 600.000                                           |
| 2010 | Valleys of Neptune                                    | DE34 (6 Wo.)DE | AT6 (8 Wo.)AT | CH8 (7 Wo.)CH | UK21 (6 Wo.)UK | US4 (15 Wo.)US | Erstveröffentlichung: 5. März 2010 Verkäufe: + 50.000                                    |
| 2010 | Fire – The Collection                                 | — | — | — | UK29 Silber · (3 Wo.)UK | — | Erstveröffentlichung: 7. Juni 2010 Verkäufe: + 60.000                                    |
| 2010 | West Coast Seattle Boy: The Jimi Hendrix Anthology    | DE72 (1 Wo.)DE | — | CH86 (1 Wo.)CH | — | US153 (1 Wo.)US | Erstveröffentlichung: 12. November 2010 Verkäufe: + 20.000                               |
| 2011 | South Saturn Delta                                    | — | — | — | — | US51 (6 Wo.)US | Erstveröffentlichung: 8. April 2011                                                      |
| 2013 | People, Hell & Angels                                 | DE15 (5 Wo.)DE | AT18 (3 Wo.)AT | CH7 (5 Wo.)CH | UK30 (3 Wo.)UK | US2 (11 Wo.)US | Erstveröffentlichung: 1. März 2013                                                       |
| 2016 | Machine Gun: The Fillmore East First Show             | — | — | — | UK80 (1 Wo.)UK | US66 (2 Wo.)US | Erstveröffentlichung: 30. September 2016                                                 |
| 2018 | Both Sides of the Sky                                 | DE7 (7 Wo.)DE | AT9 (5 Wo.)AT | CH8 (6 Wo.)CH | UK8 (2 Wo.)UK | US8 (4 Wo.)US | Erstveröffentlichung: 9. März 2018                                                       |
| 2019 | Songs for Groovy Children: The Fillmore East Concerts | DE64 (1 Wo.)DE | — | CH96 (61 Wo.)CH | — | — | Erstveröffentlichung: 22. November 2019                                                  |
| 2024 | Electric Lady Studios – A Jimi Hendrix Vision         | DE25 (1 Wo.)DE | AT28 (1 Wo.)AT | CH24 (1 Wo.)CH | — | — | Erstveröffentlichung: 4. Oktober 2024                                                    |

grau schraffiert: keine Chartdaten aus diesem Jahr verfügbar

### Soundtracks
| Jahr | Titel                                               | Höchstplatzierung, Gesamtwochen, AuszeichnungChartplatzierungen (Jahr, Titel, Platzierungen, Wochen, Auszeichnungen, Anmerkungen) | Höchstplatzierung, Gesamtwochen, AuszeichnungChartplatzierungen (Jahr, Titel, Platzierungen, Wochen, Auszeichnungen, Anmerkungen) | Höchstplatzierung, Gesamtwochen, AuszeichnungChartplatzierungen (Jahr, Titel, Platzierungen, Wochen, Auszeichnungen, Anmerkungen) | Höchstplatzierung, Gesamtwochen, AuszeichnungChartplatzierungen (Jahr, Titel, Platzierungen, Wochen, Auszeichnungen, Anmerkungen) | Höchstplatzierung, Gesamtwochen, AuszeichnungChartplatzierungen (Jahr, Titel, Platzierungen, Wochen, Auszeichnungen, Anmerkungen) | Anmerkungen                                            |
| Jahr | Titel                                               | DE | AT | CH | UK | US | Anmerkungen                                            |
| ---- | --------------------------------------------------- | --- | --- | --- | --- | --- | ------------------------------------------------------ |
| 1971 | Rainbow Bridge                                      | DE34 (4 Wo.)DE | — | — | UK16 (8 Wo.)UK | US15 Gold · (22 Wo.)US | Erstveröffentlichung: Oktober 1971 Verkäufe: + 500.000 |
| 1973 | Sound Track Recordings from the Film ‘Jimi Hendrix’ | — | — | — | UK37 (1 Wo.)UK | US89 (18 Wo.)US | Erstveröffentlichung: 1973                             |

grau schraffiert: keine Chartdaten aus diesem Jahr verfügbar

## Singles
| Jahr | Titel Album                                    | Höchstplatzierung, Gesamtwochen, AuszeichnungChartplatzierungen (Jahr, Titel, Album, Platzierungen, Wochen, Auszeichnungen, Anmerkungen) | Höchstplatzierung, Gesamtwochen, AuszeichnungChartplatzierungen (Jahr, Titel, Album, Platzierungen, Wochen, Auszeichnungen, Anmerkungen) | Höchstplatzierung, Gesamtwochen, AuszeichnungChartplatzierungen (Jahr, Titel, Album, Platzierungen, Wochen, Auszeichnungen, Anmerkungen) | Höchstplatzierung, Gesamtwochen, AuszeichnungChartplatzierungen (Jahr, Titel, Album, Platzierungen, Wochen, Auszeichnungen, Anmerkungen) | Höchstplatzierung, Gesamtwochen, AuszeichnungChartplatzierungen (Jahr, Titel, Album, Platzierungen, Wochen, Auszeichnungen, Anmerkungen) | Anmerkungen                                                                      |
| Jahr | Titel Album                                    | DE | AT | CH | UK | US | Anmerkungen                                                                      |
| ---- | ---------------------------------------------- | --- | --- | --- | --- | --- | -------------------------------------------------------------------------------- |
| 1966 | Hey Joe Are You Experienced                    | DE21 (8 Wo.)DE | — | — | UK6 Gold · (11 Wo.)UK | — | Erstveröffentlichung: 16. Dezember 1966 Verkäufe: + 480.000; B-Seite: Stone Free |
| 1967 | Purple Haze Are You Experienced                | DE17 (9 Wo.)DE | AT7 (8 Wo.)AT | — | UK3 Gold · (14 Wo.)UK | US65 (8 Wo.)US | Erstveröffentlichung: 17. März 1967 Verkäufe: + 430.000                          |
| 1967 | The Wind Cries Mary Are You Experienced        | DE35 (3 Wo.)DE | AT18 (4 Wo.)AT | — | UK6 (11 Wo.)UK | — | Erstveröffentlichung: 5. Mai 1967                                                |
| 1967 | Burning of the Midnight Lamp Electric Ladyland | DE27 (5 Wo.)DE | — | — | UK18 (9 Wo.)UK | — | Erstveröffentlichung: August 1967                                                |
| 1967 | Foxy Lady Are You Experienced                  | — | — | — | — | US67 (4 Wo.)US | Erstveröffentlichung: November 1967                                              |
| 1968 | Up from the Skies Axis: Bold as Love           | — | — | — | — | US82 (4 Wo.)US | Erstveröffentlichung: Februar 1968                                               |
| 1968 | All Along the Watchtower Electric Ladyland     | DE21 Gold · (8 Wo.)DE | AT17 (4 Wo.)AT | — | UK5 ×2Doppelplatin · (11 Wo.)UK | US20 (9 Wo.)US | Erstveröffentlichung: 2. September 1968 Verkäufe: 1.655.000                      |
| 1968 | Crosstown Traffic Electric Ladyland            | DE34 (3 Wo.)DE | — | — | UK37 (6 Wo.)UK | US52 (8 Wo.)US | Erstveröffentlichung: November 1968                                              |
| 1970 | Voodoo Chile Electric Ladyland                 | DE24 (7 Wo.)DE | — | — | UK1 Gold · (13 Wo.)UK | — | Erstveröffentlichung: 23. Oktober 1970 Verkäufe: 400.000                         |
| 1971 | Freedom The Cry of Love                        | — | — | — | — | US59 (8 Wo.)US | Erstveröffentlichung: 18. März 1971                                              |
| 1971 | Angel The Cry of Love                          | DE50 (1 Wo.)DE | — | — | — | — | Erstveröffentlichung: 2. April 1971                                              |
| 1971 | Gypsy Eyes / Remember Electric Ladyland        | — | — | — | UK35 (5 Wo.)UK | — | Erstveröffentlichung: 15. Oktober 1971                                           |
| 1971 | Dolly Dagger Rainbow Bridge                    | — | — | — | — | US74 (7 Wo.)US | Erstveröffentlichung: 23. Oktober 1971                                           |
| 1972 | Johnny B. Goode –                              | — | — | — | UK35 (5 Wo.)UK | — | Erstveröffentlichung: 4. Februar 1972                                            |

grau schraffiert: keine Chartdaten aus diesem Jahr verfügbar

## Videoalben
| Jahr | Titel                                      | Höchstplatzierung, Gesamtwochen, AuszeichnungChartplatzierungen (Jahr, Titel, Platzierungen, Wochen, Auszeichnungen, Anmerkungen) | Höchstplatzierung, Gesamtwochen, AuszeichnungChartplatzierungen (Jahr, Titel, Platzierungen, Wochen, Auszeichnungen, Anmerkungen) | Höchstplatzierung, Gesamtwochen, AuszeichnungChartplatzierungen (Jahr, Titel, Platzierungen, Wochen, Auszeichnungen, Anmerkungen) | Höchstplatzierung, Gesamtwochen, AuszeichnungChartplatzierungen (Jahr, Titel, Platzierungen, Wochen, Auszeichnungen, Anmerkungen) | Höchstplatzierung, Gesamtwochen, AuszeichnungChartplatzierungen (Jahr, Titel, Platzierungen, Wochen, Auszeichnungen, Anmerkungen) | Anmerkungen                                                   |
| Jahr | Titel                                      | DE | AT | CH | UK | US | Anmerkungen                                                   |
| ---- | ------------------------------------------ | --- | --- | --- | --- | --- | ------------------------------------------------------------- |
| 1984 | Jimi Plays Berkeley                        | — | — | — | UK18 (1 Wo.)UK | US— PlatinUS | Erstveröffentlichung: 1984 Charteinstieg UK: 2012             |
| 1987 | Rainbow Bridge                             | — | — | — | UK12 (8 Wo.)UK | US— GoldUS | Erstveröffentlichung: 1987 Charteinstieg UK: 2007             |
| 1989 | Live at Monterey                           | — | — | — | UK7 (13 Wo.)UK | US— GoldUS | Erstveröffentlichung: 1989 Charteinstieg UK: 1994             |
| 1992 | Live at Woodstock                          | — | — | CH9 (1 Wo.)CH | UK1 Platin · (38 Wo.)UK | US— GoldUS | Erstveröffentlichung: 1992 Charteinstieg CH: 2009; UK: 1994   |
| 1992 | Experience                                 | — | — | — | — | US— PlatinUS | Erstveröffentlichung: 1992                                    |
| 1994 | Jimi Plays the Great Pop Festivals         | — | — | — | UK12 Platin · (109 Wo.)UK | — | Erstveröffentlichung: 1994                                    |
| 1999 | Band of Gypsys – Live at the Fillmore      | — | — | — | UK8 (10 Wo.)UK | US— PlatinUS | Erstveröffentlichung: 1999                                    |
| 2004 | Blue Wild Angel: Live at the Isle of Wight | — | — | CH3 (1 Wo.)CH | — | US— PlatinUS | Erstveröffentlichung: 2004 Charteinstieg CH: 2011             |
| 2008 | Electric Ladyland                          | — | — | — | — | — | Erstveröffentlichung: 2008                                    |
| 2015 | Electric Church                            | — | — | CH4 (1 Wo.)CH | UK3 (12 Wo.)UK | — | Erstveröffentlichung: 6. November 2015 Charteinstieg CH: 2009 |

## Boxsets
| Jahr | Titel                                              | Höchstplatzierung, Gesamtwochen, AuszeichnungChartplatzierungen (Jahr, Titel, Platzierungen, Wochen, Auszeichnungen, Anmerkungen) | Höchstplatzierung, Gesamtwochen, AuszeichnungChartplatzierungen (Jahr, Titel, Platzierungen, Wochen, Auszeichnungen, Anmerkungen) | Höchstplatzierung, Gesamtwochen, AuszeichnungChartplatzierungen (Jahr, Titel, Platzierungen, Wochen, Auszeichnungen, Anmerkungen) | Höchstplatzierung, Gesamtwochen, AuszeichnungChartplatzierungen (Jahr, Titel, Platzierungen, Wochen, Auszeichnungen, Anmerkungen) | Höchstplatzierung, Gesamtwochen, AuszeichnungChartplatzierungen (Jahr, Titel, Platzierungen, Wochen, Auszeichnungen, Anmerkungen) | Anmerkungen |
| Jahr | Titel                                              | DE | AT | CH | UK | US | Anmerkungen |
| ---- | -------------------------------------------------- | --- | --- | --- | --- | --- | --- |
| 1999 | Lifelines: The Jimi Hendrix Story                  | — | — | — | — | US174 (5 Wo.)US | Erstveröffentlichung: 27. November 1999 |
| 2000 | Live at Woodstock                                  | — | — | — | — | US— ×4VierfachplatinUS | Erstveröffentlichung: 2000 Verkäufe: + 400.000; Video-Boxset                                                                                     |
| 2000 | The Jimi Hendrix Experience                        | — | — | — | — | US— PlatinUS | Erstveröffentlichung: 2000 4-CD-Box-Set, 4-CD (+1-DVD)-Boxset (2005)                                                                             |
| 2010 | West Coast Seattle Boy: The Jimi Hendrix Anthology | — | — | — | — | US172 (1 Wo.)US | Erstveröffentlichung: 2010 |
| 2011 | Winterland                                         | — | — | — | UK92 (1 Wo.)UK | US49 (2 Wo.)US | Erstveröffentlichung: 2011 4-CD oder 8-LP-Box; sechs Konzerte an drei Tagen im Winterland Ballroom in San Francisco vom 10. bis 12. Oktober 1968 |

## Sonderveröffentlichungen
Demos

Die Veröffentlichungen ab 1975 sind Demos, die Jahre nach Hendrix’ Tod unter der Regie von Nachlassverwalter Alan Douglas von Studiomusikern, die nie mit Hendrix zusammengearbeitet hatten, vervollständigt, abgewandelt und neu abgemischt wurden. Nine to the Universe ist praktisch ein reines Instrumentalalbum der Originalmusiker mit Jamsessioncharakter. Das Ergebnis wurde von Fans teilweise sehr stark kritisiert.
| Jahr | Titel                | Höchstplatzierung, Gesamtwochen, AuszeichnungChartplatzierungen (Jahr, Titel, Platzierungen, Wochen, Auszeichnungen, Anmerkungen) | Höchstplatzierung, Gesamtwochen, AuszeichnungChartplatzierungen (Jahr, Titel, Platzierungen, Wochen, Auszeichnungen, Anmerkungen) | Höchstplatzierung, Gesamtwochen, AuszeichnungChartplatzierungen (Jahr, Titel, Platzierungen, Wochen, Auszeichnungen, Anmerkungen) | Höchstplatzierung, Gesamtwochen, AuszeichnungChartplatzierungen (Jahr, Titel, Platzierungen, Wochen, Auszeichnungen, Anmerkungen) | Höchstplatzierung, Gesamtwochen, AuszeichnungChartplatzierungen (Jahr, Titel, Platzierungen, Wochen, Auszeichnungen, Anmerkungen) | Anmerkungen                     |
| Jahr | Titel                | DE | AT | CH | UK | US | Anmerkungen                     |
| ---- | -------------------- | --- | --- | --- | --- | --- | ------------------------------- |
| 1975 | Crash Landing        | — | — | — | — | US5 Gold · (20 Wo.)US | Erstveröffentlichung: 1975      |
| 1975 | Midnight Lightning   | — | — | — | UK46 (1 Wo.)UK | US43 (11 Wo.)US | Erstveröffentlichung: 1975      |
| 1980 | Nine to the Universe | — | — | — | — | US127 (7 Wo.)US | Erstveröffentlichung: März 1980 |
| 1995 | Voodoo Soup          | — | — | — | UK83 (1 Wo.)UK | US66 (7 Wo.)US | Erstveröffentlichung: 1995      |

grau schraffiert: keine Chartdaten aus diesem Jahr verfügbar

## Statistik

### Chartauswertung
|                     | DE     | AT    | CH     | UK     | US     |
| ------------------- | ------ | ----- | ------ | ------ | ------ |
| Nummer-eins-Alben   | DE—DE  | AT—AT | CH—CH  | UK—UK  | US1US  |
| Top-10-Alben        | DE2DE  | AT3AT | CH3CH  | UK13UK | US10US |
| Alben in den Charts | DE22DE | AT8AT | CH12CH | UK35UK | US44US |

|                       | DE    | AT    | CH    | UK    | US    |
| --------------------- | ----- | ----- | ----- | ----- | ----- |
| Nummer-eins-Singles   | DE—DE | AT—AT | CH—CH | UK1UK | US—US |
| Top-10-Singles        | DE—DE | AT1AT | CH—CH | UK5UK | US—US |
| Singles in den Charts | DE8DE | AT3AT | CH—CH | UK9UK | US7US |

|                          | DE    | AT    | CH    | UK    | US    |
| ------------------------ | ----- | ----- | ----- | ----- | ----- |
| Nummer-eins-Videoalben   | DE—DE | AT—AT | CH—CH | UK1UK | US—US |
| Top-10-Videoalben        | DE—DE | AT—AT | CH3CH | UK4UK | US—US |
| Videoalben in den Charts | DE—DE | AT—AT | CH3CH | UK7UK | US—US |

### Auszeichnungen für Musikverkäufe
| Silberne Schallplatte - Vereinigtes Königreich - 2022: für das Lied Little Wing Goldene Schallplatte - Argentinien - 1997: für das Album The Ultimate Experience - Australien - 1992: für das Album Cornerstones 1967–1970 - 1994: für das Album Blues - 2007: für das Videoalbum Blue Wild Angel: Live at the Isle of Wight - 2012: für das Videoalbum Live at Woodstock - Dänemark - 2022: für die Single All Along the Watchtower - Frankreich - 1992: für das Album Cornerstones 1967–1970 - 1996: für das Album Electric Ladyland - Italien - 2016: für das Album The Ultimate Experience - 2021: für das Album Are You Experienced - 2024: für die Single Hey Joe - Kanada - 1995: für das Album Blues - Neuseeland - 1986: für das Album Jimi Plays Monterey - 1994: für das Album Blues - 2008: für das Videoalbum Live at Woodstock - 2024: für das Album Are You Experienced - 2024: für das Album Electric Ladyland - Norwegen - 1998: für das Album Experience Hendrix – The Best of Jimi Hendrix - Spanien - 2024: für die Single All Along the Watchtower | 2× Goldene Schallplatte - Frankreich - 1994: für das Album The Ultimate Experience Platin-Schallplatte - Australien - 2004: für das Album Experience Hendrix – The Best of Jimi Hendrix - 2008: für das Videoalbum Electric Ladyland - Italien - 2021: für die Single All Along the Watchtower - Neuseeland - 2022: für die Single Hey Joe - 2022: für die Single Purple Haze - Niederlande - 2013: für das Album Valleys of Neptune - Portugal - 2011: für das Album West Coast Seattle Boy: The Jimi Hendrix Anthology 2× Platin-Schallplatte - Australien - 1995: für das Album The Ultimate Experience - Kanada - 1995: für das Album The Ultimate Experience - Neuseeland - 1995: für das Album The Ultimate Experience - 2022: für die Single All Along the Watchtower 3× Platin-Schallplatte - Neuseeland - 2008: für das Album Experience Hendrix – The Best of Jimi Hendrix |

Anmerkung: Auszeichnungen in Ländern aus den Charttabellen bzw. Chartboxen sind in ebendiesen zu finden.
| Land/RegionAuszeichnungen für Musikverkäufe (Land/Region, Auszeichnungen, Verkäufe, Quellen) | Silber     | Gold       | Platin       | Verkäufe   | Quellen                                                     |
| -------------------------------------------------------------------------------------------- | ---------- | ---------- | ------------ | ---------- | ----------------------------------------------------------- |
| Argentinien (CAPIF)                                                                          | —          | Gold1      | —            | 30.000     | capif.org.ar (Memento vom 6. Juli 2011 im Internet Archive) |
| Australien (ARIA)                                                                            | —          | 4× Gold4   | 4× Platin4   | 310.000    | aria.com.au                                                 |
| Dänemark (IFPI)                                                                              | —          | Gold1      | —            | 45.000     | ifpi.dk                                                     |
| Deutschland (BVMI)                                                                           | —          | Gold1      | —            | 250.000    | musikindustrie.de                                           |
| Frankreich (SNEP)                                                                            | —          | 4× Gold4   | —            | 400.000    | infodisc.fr                                                 |
| Italien (FIMI)                                                                               | —          | 3× Gold3   | Platin1      | 170.000    | fimi.it                                                     |
| Kanada (MC)                                                                                  | —          | Gold1      | 2× Platin2   | 250.000    | musiccanada.com                                             |
| Neuseeland (RMNZ)                                                                            | —          | 5× Gold5   | 9× Platin9   | 220.000    | radioscope.co.nz NZ2                                        |
| Niederlande (NVPI)                                                                           | —          | —          | Platin1      | 50.000     | nvpi.nl                                                     |
| Norwegen (IFPI)                                                                              | —          | Gold1      | —            | 25.000     | ifpi.no (Memento vom 5. November 2012 im Internet Archive)  |
| Portugal (AFP)                                                                               | —          | —          | Platin1      | 20.000     | Einzelnachweise                                             |
| Spanien (Promusicae)                                                                         | —          | Gold1      | —            | 30.000     | elportaldemusica.es                                         |
| Vereinigte Staaten (RIAA)                                                                    | —          | 10× Gold10 | 28× Platin28 | 24.450.000 | riaa.com                                                    |
| Vereinigtes Königreich (BPI)                                                                 | 4× Silber4 | 11× Gold11 | 4× Platin4   | 3.680.000  | bpi.co.uk                                                   |
| Insgesamt                                                                                    | 4× Silber4 | 43× Gold43 | 50× Platin50 |            |                                                             |